# (3501) Olegiya
(3501) Olegiya es un asteroide perteneciente al cinturón de asteroides, descubierto el 18 de agosto de 1971 por Tamara Mijáilovna Smirnova desde el Observatorio Astrofísico de Crimea (República de Crimea).

## Designación y nombre
Designado provisionalmente como 1971 QU. Fue nombrado Olegiya en honor al astrónomo soviético ruso  Oleg Nikolaevich Korotcev.